# آکرودرماتیت آنتروپاتیک
آکرودرماتیت انتروپاتیکا (Acrodermatitis enteropathica) یک بیماری نادر ژنتیک می‌باشد که به صورت اوتوزوم مغلوب انتقال می‌یابد. میزان روی سرم در این بیماران معمولاً پایین می‌باشد.

## علائم بالینی
هرچند اغلب میزان روی سرم در این بیماران پایین می‌باشد ولی در موارد نادرتری سطح سرمی روی نرمال گزارش شده‌است. علایم مهم بالینی این بیماری ضایعات پوستی، بخصوص در نواحی پره اوریفیسیال و همچنین اندامها، به همراه ریزش مو و اسهال می‌باشد که این سه علامت فقط در 20% موارد همراه یکدیگر دیده می‌شوند. علایم دیگر بیماری تغییرات خلقی و رفتاری، اختلال رشد٬ استعداد ابتلا به عفونتهای مختلف، تغییرات ناخن وتأخیر در بهبودی زخم‌ها می‌باشد.

## بیماریزایی
علت بیماری نقص در ژن SLC39A4 در کروموزوم هشت است. این ژن در تولید پروتئین‌های غشایی دخیل در متابولیسم روی نقش دارد.

## درمان
بدون درمان بیماری کشنده است. درمان با سولفات روی خوراکی 1–2 mg/kg است.